# 오픈 RAN
오픈 RAN(Open RAN) 또는 개방형 무선 접속망(Open Radio Access Network) 아키텍처는 3GPP 표준에 기반한 무선 접속망(RAN)이지만, 유연성과 상호 운용성을 개선하기 위해 많은 확장을 포함하고 RAN 구성 요소를 분해하며 인터페이스를 개방한다. RAN 하드웨어 및 소프트웨어는 클라우드화/가상화되며 지능형 관리(SMO)를 포함한다.
이러한 개방형 인터페이스는 다양한 공급업체의 구성 요소를 혼합하고 새로운 서비스를 더 빠르게 배포하는 것을 목표로 한다. 오픈 RAN 표준화는 O-RAN 얼라이언스가 주도한다.
클라우드화는 하드웨어와 소프트웨어를 분리하여 RAN 소프트웨어를 범용 하드웨어에서 실행되는 클라우드 네이티브 기능으로 만드는 것을 의미한다.
지능형 개방형 관리는 인공지능 및 기계 학습을 활용하여 네트워크 기능의 수명 주기 관리를 수행할 수 있는 자동화된 관리 및 오케스트레이션 시스템을 포함한다.
개방형 인터페이스: O-RAN 얼라이언스의 사양 및 3GPP 정의 인터페이스와 같은 표준화된 개방형 인터페이스는 분해된 RAN 구성 요소 간의 상호 운용성을 촉진한다.

## 주요 구성 요소
오픈 RAN에서 RAN은 무선 장치(RU), 분산 장치(DU), 중앙 집중 장치(CU)의 세 가지 주요 블록으로 분할된다.
RAN 지능형 컨트롤러(RIC)는 5G를 위한 선택적 가상화 최적화 기술이다. 새로운 또는 기존 RAN에 프로그래밍 가능성을 추가하고 SON(Self-Optimizing Networks)과 같은 기능을 제공한다. RIC에서의 최적화는 정책 기반 폐쇄 루프 자동화 및 AI/ML에 의해 향상된다.
프론트홀 인터페이스는 무선 장치(RU)와 기지국 장치(분산 장치(DU)) 사이에 위치한다. 이는 오픈 RAN의 주요 관심 영역이다.
O-RAN은 프론트홀에서 사용될 eCPRI 기반 7.2x 개방형 인터페이스를 지정하여 서로 다른 공급업체의 무선 장치와 기지국 장치 간 연결을 허용한다.

## O-RAN 얼라이언스
O-RAN 얼라이언스(O-RAN)는 2018년 AT&T, 중국이동통신, 도이체 텔레콤, NTT 도코모, 오렌지에 의해 개방형 모바일 네트워크를 홍보하기 위해 설립되었다. O-RAN은 30개 이상의 운영자 회원과 거의 300개의 기여자를 보유하고 있다.
O-RAN 사양은 오픈 RAN 솔루션을 개발하는 데 사용할 수 있는 O-RAN 아키텍처의 부분을 정의한다.

O-RAN 얼라이언스는 또한 이전 xRAN 및 C-RAN 포럼의 활동을 처리한다.